# Khaled Ebrahim
Khaled Mohamed Ebrahim (28 agosto 1992) è un calciatore kuwaitiano, centrocampista dell'Al-Qadsia e della Nazionale kuwaitiana.

## Carriera

### Nazionale
Ha esordito in Nazionale nel 2014.

## Statistiche

### Cronologia presenze e reti in nazionale
| Cronologia completa delle presenze e delle reti in nazionale ― Kuwait | Cronologia completa delle presenze e delle reti in nazionale ― Kuwait | Cronologia completa delle presenze e delle reti in nazionale ― Kuwait | Cronologia completa delle presenze e delle reti in nazionale ― Kuwait | Cronologia completa delle presenze e delle reti in nazionale ― Kuwait | Cronologia completa delle presenze e delle reti in nazionale ― Kuwait | Cronologia completa delle presenze e delle reti in nazionale ― Kuwait | Cronologia completa delle presenze e delle reti in nazionale ― Kuwait |
| Data                                                                  | Città                                                                 | In casa                                                               | Risultato                                                             | Ospiti                                                                | Competizione                                                          | Reti                                                                  | Note                                                                  |
| --------------------------------------------------------------------- | --------------------------------------------------------------------- | --------------------------------------------------------------------- | --------------------------------------------------------------------- | --------------------------------------------------------------------- | --------------------------------------------------------------------- | --------------------------------------------------------------------- | --------------------------------------------------------------------- |
| 21-6-2023                                                             | Bengaluru                                                             | Kuwait                                                                | 3 – 1                                                                 | Nepal                                                                 | SAFF Championship 2023 - 1º turno                                     | 1                                                                     |                                                                       |
| Totale                                                                |                                                                       | Presenze                                                              | 1                                                                     |                                                                       | Reti                                                                  | 1                                                                     |                                                                       |